# Erythrodiplax kimminsi

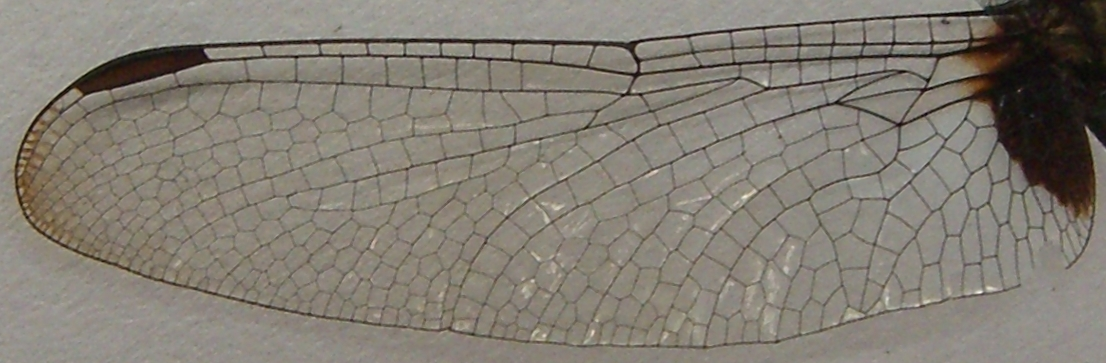
Hinterflügel eines Erythrodiplax kimminsi-Männchens

Erythrodiplax kimminsi ist eine Libellenart aus der Unterfamilie Sympetrinae. Die Art ist nördlich der Anden in Venezuela, Kolumbien und Panama verbreitet. Westlich der Anden kommt die Art bis Ecuador vor.

## Merkmale
Der Hinterleib (Abdomen) der Männchen misst 19,5 bis 23,5 Millimeter, bei den Weibchen schwankt er zwischen 18,5 und 22,5 Millimetern. Ein gutes Abgrenzungskriterium gegenüber anderen Arten ist für die Männchen die metallisch blaue, abgeflachte Stirn. Die Weibchen sind bis auf die bläuliche Stirn nur sehr schwer von Erythrodiplax fervida zu trennen.
Die durchsichtigen Hinterflügel der Männchen schwanken in der Länge zwischen 22,5 und 27,5 Millimetern. Jene der Weibchen sind ungefähr gleich lang und messen zwischen 23,5 und 28,5 Millimeter. An der Basis der Flügel ist ein bräunlich schwarzer Fleck, der sich meist bis zur ersten oder zweiten Antenodalader ausbreitet. Im Vorderflügel fehlt dieser Fleck bei den Männchen häufig. An den Spitzen sind die Flügel leicht bräunlich angehaucht. Das Flügelmal (Pterostigma) misst bei beiden Geschlechtern zwischen 2,6 und 3,1 Millimeter.

## Forschungsgeschichte
Die Art ist nach einem Mitarbeiter des British Museum benannt, der Borror durch Zusendung von Zeichnungen des Holotypus der Art Erythrodiplax erichsoni half, zu erkennen, dass diese mit Erythrodiplax unimaculata zusammenfällt. Infolge dieser Synonymisierung musste ein neuer Name für ein von Philip Powell Calvert unter diesem Namen beschriebenes Exemplar gefunden werden.

## Belege
1. 1 2 3  Donald Joyce Borror: A Revision of the Libelluline Genus Erythrodiplax (Odonata), The Ohio State University, Columbus, 1942